# Woraksan nationalpark
Woraksan nationalpark (koreanska: 월악산국립공원, Woraksangungnipgongwon) är en nationalpark i Sydkorea.   Den ligger i provinserna Norra Chungcheong och Norra Gyeongsang, i den centrala delen av landet, 130 km sydost om huvudstaden Seoul.
Nationalparken som inrättades 1984 täcker en yta av 287,8 km². Den ligger i en bergstrakt med den högsta toppen vid 1094 meter över havet. Området är främst täckt av skog med tall och ek. Här registrerades cirka 1200 olika växtarter, 1092 insektsarter, 67 fågelarter, 17 däggdjursarter, 14 kräldjursarter och 10 groddjursarter.
Som nationalparksväxt respektive -djur valdes rosenlilja och långsvansad goral.